# Siphlus seminifer
Siphlus seminifer är en tvåvingeart som beskrevs av Curtis W. Sabrosky 1951. Siphlus seminifer ingår i släktet Siphlus och familjen fritflugor.
Artens utbredningsområde är Zambia. Inga underarter finns listade i Catalogue of Life.